# Theridion circumtextum
Theridion circumtextum là một loài nhện trong họ Theridiidae.
Loài này thuộc chi Theridion. Theridion circumtextum được Eugène Simon miêu tả năm 1907.